# Apfelbaum (Gummersbach)

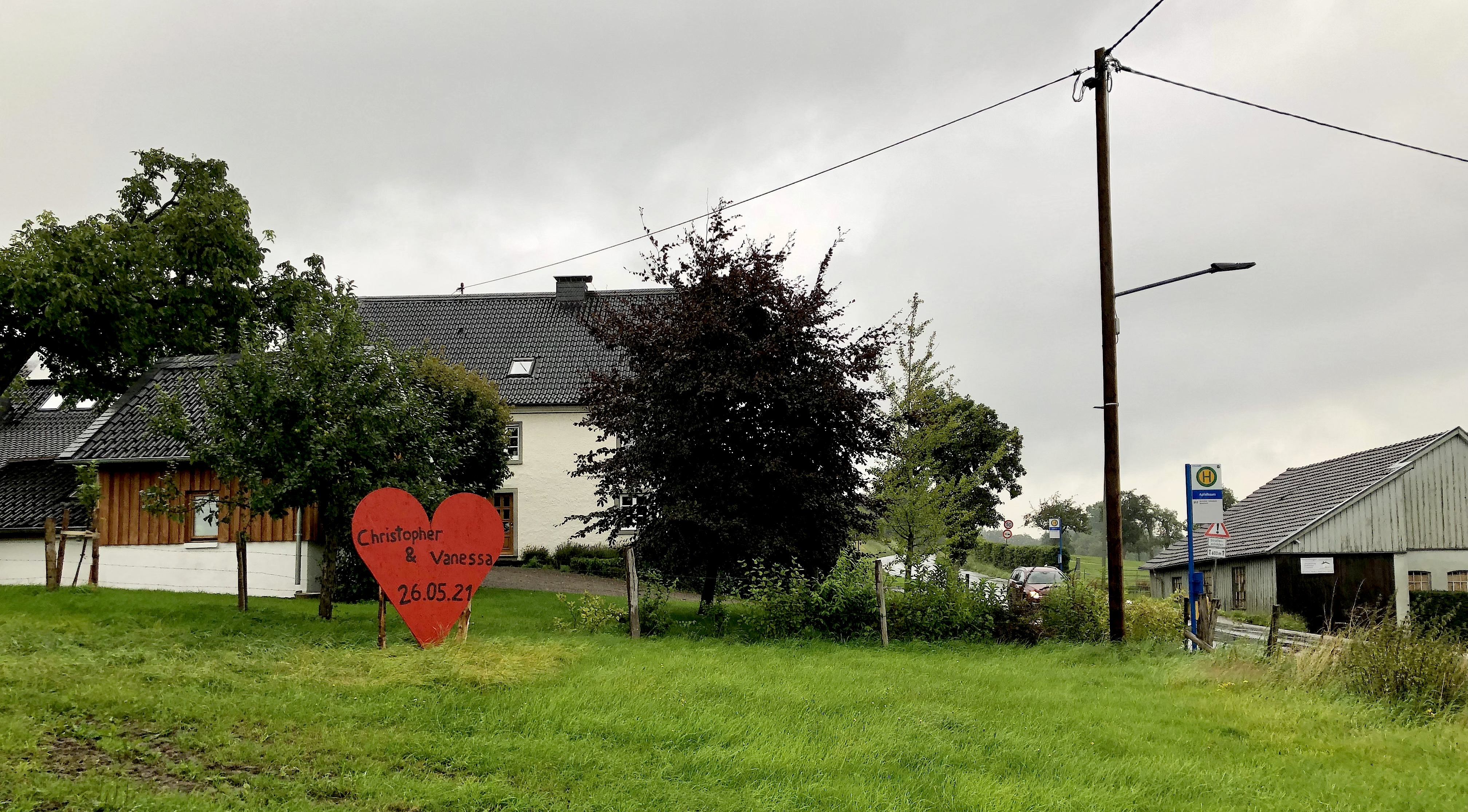
Hofsiedlung Apfelbaum in Gummersbach

Apfelbaum ist ein Ortsteil von Gummersbach im Oberbergischen Kreis im Regierungsbezirk Köln in Nordrhein-Westfalen.

## Geographie
Apfelbaum liegt an der westlichen Stadtgrenze von Gummersbach. Unmittelbar benachbart liegen Birnbaum und Rodt auf Gummersbacher Stadtgebiet und Wallefeld in der Gemeinde Engelskirchen. Apfelbaum erstreckt sich auf einem Höhenrücken im Süden des Gelpetales.

## Geschichte
Der Ort Apfelbaum gehörte bis 1806 zur Reichsherrschaft Gimborn-Neustadt.

## Verkehr
Die Haltestelle von Apfelbaum wird über die Buslinie 317 (Gummersbach – Ründeroth) angeschlossen.